# Nowa Obodiwka
Nowa Obodiwka (ukr. Нова Ободівка) – wieś na Ukrainie, w obwodzie winnickim, w rejonie hajsyńskim, w hromadzie Obodiwka. W 2001 liczyła 2983 mieszkańców, spośród których 2923 wskazało jako ojczysty język ukraiński, 44 rosyjski, 3 mołdawski, 1 białoruski, 11 ormiański, a 1 inny

## Urodzeni
- Jurij Kostenko